# Francisco Javier Vergara y Velasco
Francisco Javier Vergara y Velasco (* 15. Juni 1860 in Popayán; † 21. Januar 1914 in Barranquilla) war ein kolumbianischer Geograph, Kartograph und Historiker.
Vergara stand den etablierten geographischen Ideologien seiner Zeit kritisch gegenüber. Seine wichtigsten Werke sind Nueva Geografía de Colombia (1888, 1892 und 1901) und der Atlas completo de geografía colombiana (1906–1910), wofür er den Charles Manoir-Preis der Société de Géographie von Paris gewann. Anhand dieser Werke lassen sich Territorialbildungen Kolumbiens gut erforschen.
Der anarchistische französische Geograph Elisée Reclus basierte das Kapitel über Kolumbien in seiner Nouvelle Géographie Universelle auf den Werken von Vergara y Velasco.

## Schriften (Auswahl)
- Nueva Geografía de Colombia (1888, 1892 und 1901)
- 1818 (Guerra de Independencia), Bogotá, Imprenta Nacional (1897)
- Atlas completo de geografía colombiana (1906–1910)
- Memoria sobre la construcción de una Nueva carta geográfica de Colombia y de un Atlas completo de geografía colombiana, Bogotá, Imprenta Eléctrica (1906)
- Tratado de metodología y crítica histórica y elementos de cronología colombiana, Bogotá, Imprenta Eléctrica (1907)
- Archivos Nacionales: índice analítico, metódico y descriptivo, Bogotá, Imprenta Nacional (1913)

## Bibliografie
- Julio César Vergara y Vergara (1952): Don Antonio de Vergara Azcarate y sus descendientes, Madrid, Imprenta J. Pueyo.
- José Agustín Blanco Barros (1995): Francisco Javier Vergara y Velasco: “Historiador, Geógrafo, Cartógrafo” (PDF-Datei; 151 kB), In: Boletín de Historia y Antigüedades, Bogotá, Vol. LXXXII, Nº 791.
- José Agustín Blanco Barros (2006): El general Francisco Javier Vergara y Velasco y sus obras, Bogotá, Academia Colombiana de Historia.
- David Alejandro Ramírez Palacios (2006): Las Geografías de Reclus y Vergara: itinerario de una red.